# مارسلو کارروسکا
مارسلو کارروسکا (انگلیسی: Marcelo Carrusca؛ زادهٔ ۱ سپتامبر ۱۹۸۳) بازیکن فوتبال اهل آرژانتین است.
از باشگاه‌هایی که در آن بازی کرده‌است می‌توان به باشگاه فوتبال کروز آزول، باشگاه فوتبال بانفیلد، باشگاه فوتبال گالاتاسرای، باشگاه فوتبال استودیانتس، و باشگاه فوتبال آدلاید یونایتد اشاره کرد.
وی همچنین در تیم ملی فوتبال زیر ۲۰ سال آرژانتین بازی کرده‌است.